# Cirebon

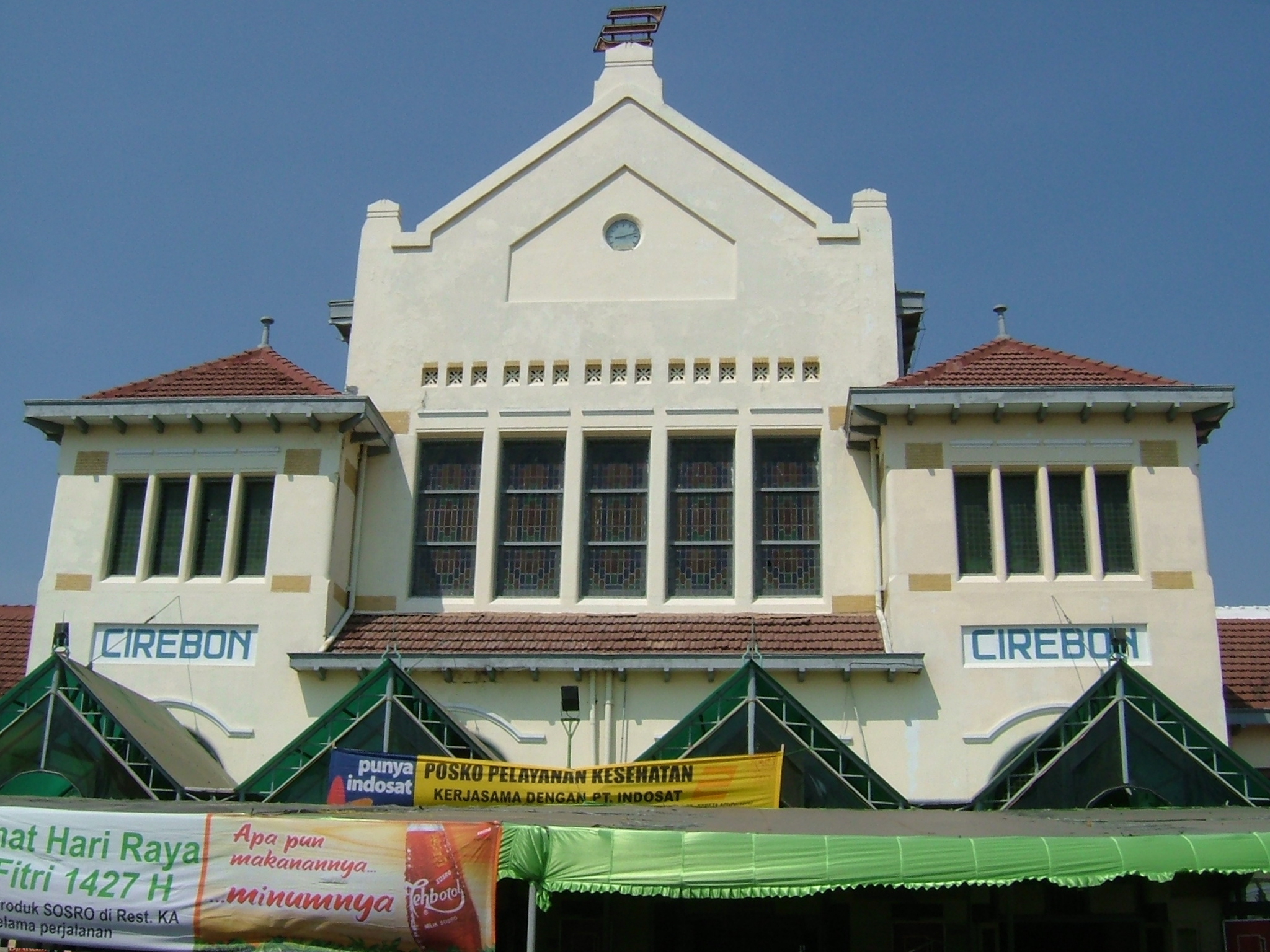
Estació de tren de Cirebon

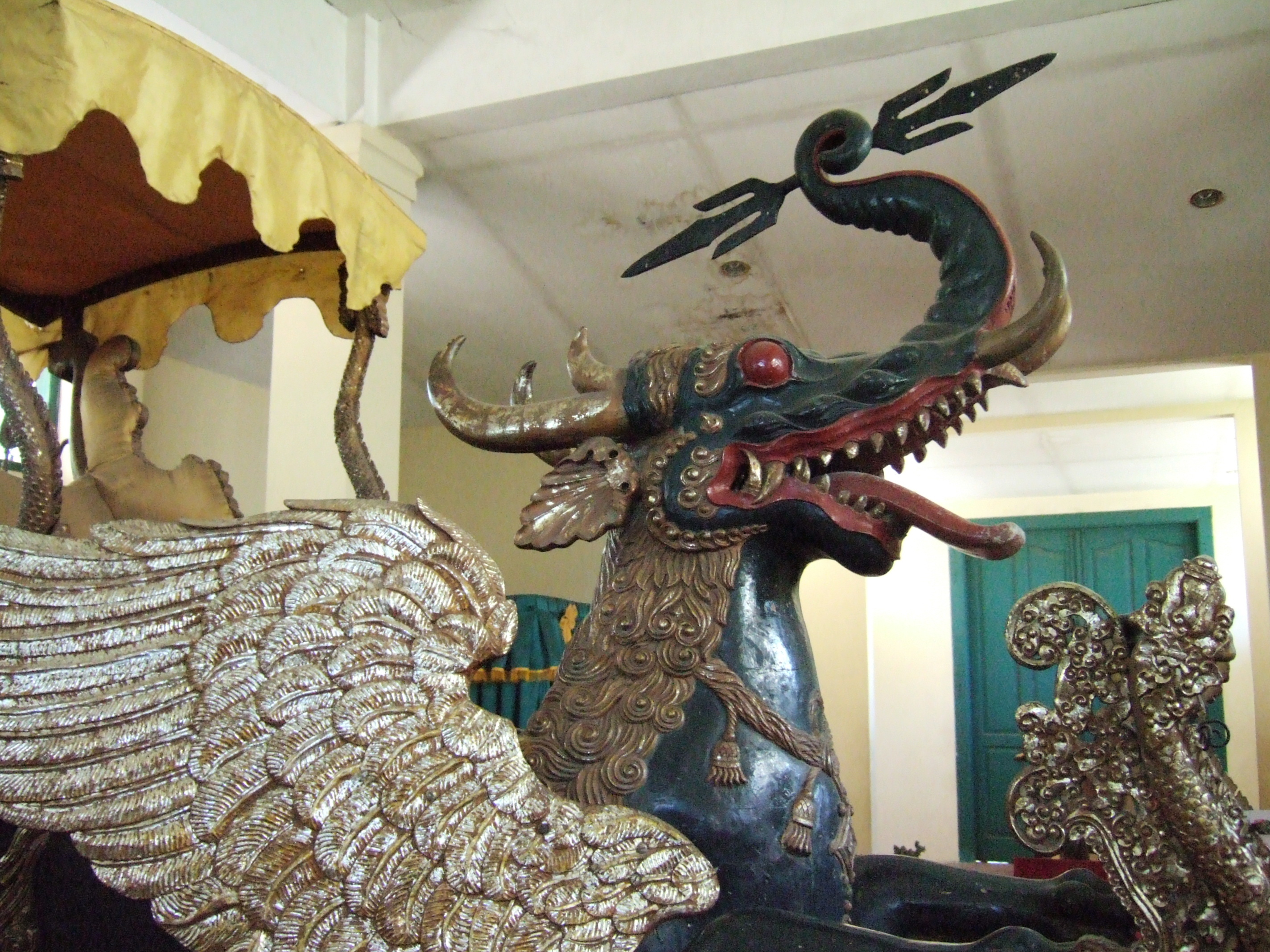
Museu del palau Keraton Kasepuhan. Carro del Sultà de Cirebon.

Cirebon, pronunciat Txirebon, és una ciutat d'Indonèsia.

## Particularitats
Cirebon es troba a la costa nord de l'illa de Java, a la província de Java Occidental. L'any 2003 comptava amb un total de 277,000 habitants.
És una ciutat amb un port molt important. L'activitat comercial ha fet que hi hagi una gran comunitat xinesa a la ciutat. La pesca també té molta importància, el nom de la ciutat havent originat en la paraula sundanesa per "gamba".
Antigament Cirebon fou part del Regne de Sunda i posteriorment la capital del sultanat de Cirebon. Actualment té l'estatus de kota.